# 天津神社舞楽
天津神社舞楽（あまつじんじゃぶがく）は、新潟県糸魚川市大字一の宮に伝わる民俗芸能の舞楽。
天津神社の4月10日、11日の例祭で2つの神輿の競り合いが済んだ後、境内の石舞台で奉納され俗に「稚児の舞」と呼ばれる。「振鉾」「安摩」「鶏冠」「抜頭」「破魔弓」「児納曽利」「能抜頭」「華籠」「大納曽利」「太平楽」「久宝楽」「陵王」の12番の曲目があるが、「能抜頭」のように珍しい曲を伝えているのをはじめ、稚児舞として多くの曲が舞われているなど独特の伝承を有している。
平安時代に完成をみた雅楽は、その後地方の寺社を通じて各地に伝えられたが、北陸地方には稚児舞楽として伝承されてきているものが多い。演技、演奏法に中央の神楽とは違ったものもみられるなど、芸能史的に貴重なものとされている。
1975年（昭和50年）12月8日記録作成等の措置を講ずべき無形の民俗文化財に選択され、1980年（昭和55年）1月28日には、能生白山神社の舞楽とともに糸魚川・能生の舞楽として、重要無形民俗文化財に指定された。